# OYO

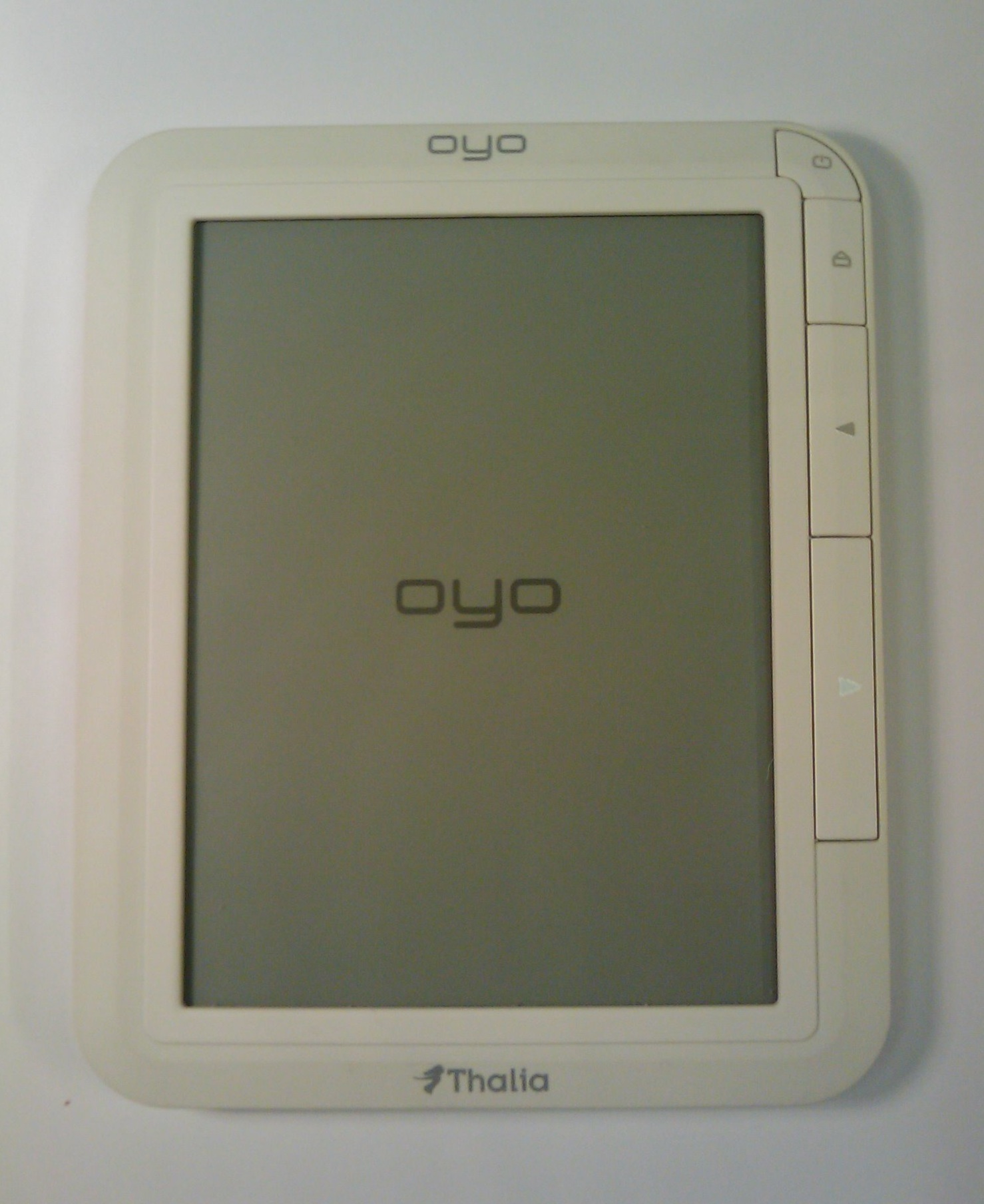
OYO-Lesegerät

Der OYO (unter anderem auch 4FFF N618, BenQ nReader, Biblet, bq Avant, eGriver Touch, eWooky, fnacbook, K60, Medion P6212, Mr.Book, ONE-XT Touch & Read,  Positivo Alfa und Sagem Binder) ist ein E-Book-Lesegerät, das in Deutschland ab Oktober 2010 von Medion, der Buchhandelskette Thalia und den Internetbuchhändlern buch.de und bol.de vertrieben wurde. E-Books und andere Dokumente wie Bilder und Audio-Dateien können durch eine WLAN- oder eine optionale UMTS-Verbindung über das Internet oder über eine USB-Schnittstelle von einem Computer auf das Gerät geladen werden. Ein integrierter Webbrowser erlaubt Zugriff auf das Internet. Die Steuerung des Gerätes erfolgt hauptsächlich über den 6"-Touchscreen sowie über vier am Rand angeordnete Tasten.

## Eigenschaften

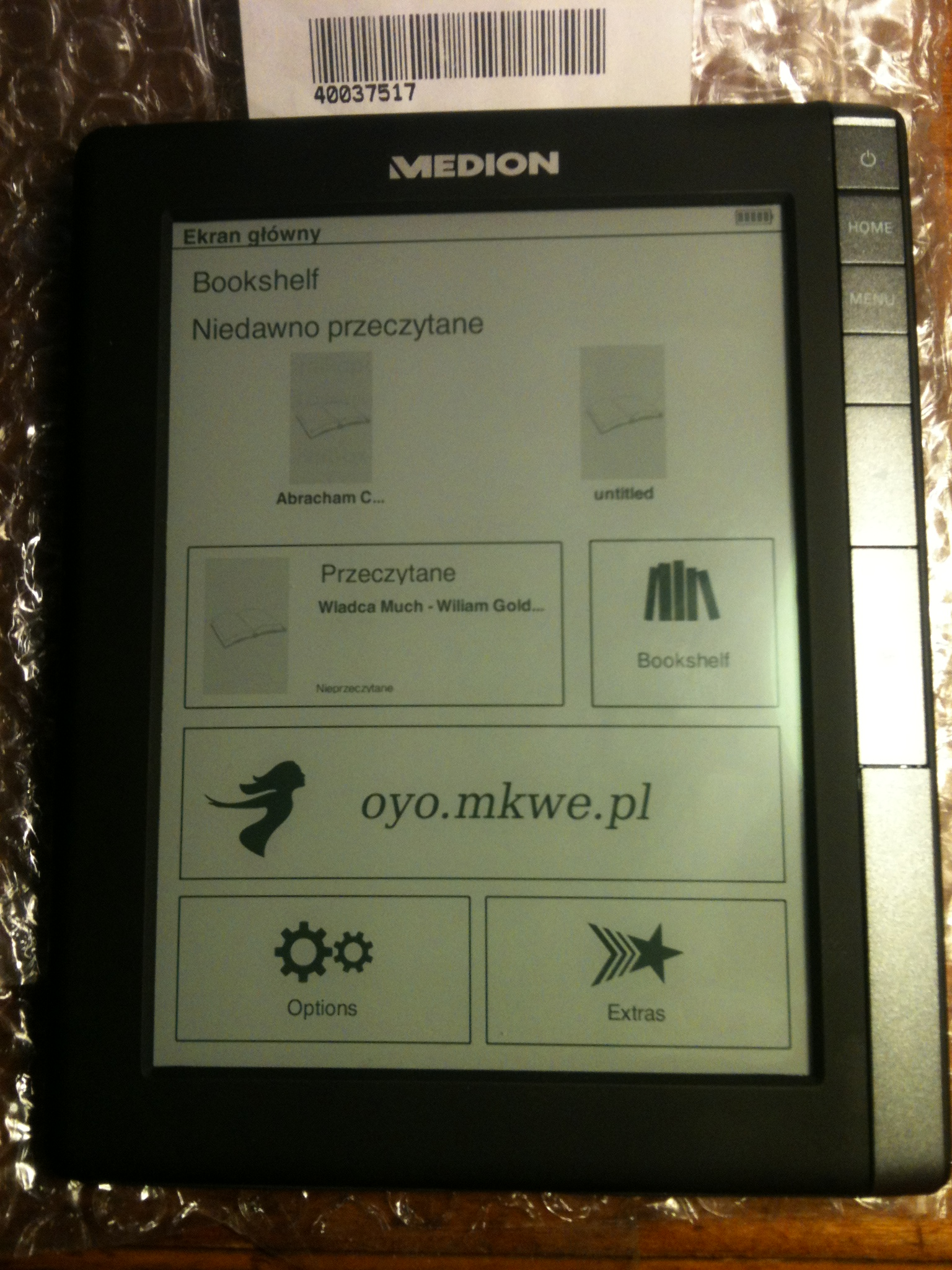
Schwarzer OYO (Medion P6212)

### Technische Daten
Abmessungen
154 mm × 124 mm × 11 mm
Gewicht
240 Gramm
Bildschirmtechnik
Elektronisches Papier (E-Paper) mit kapazitivem Touchscreen vom Hersteller SiPix
Bildschirmdiagonale
15,2 cm (6,0″)
Auflösung
600×800 Pixel, 167 ppi
Farbtiefe
16 Graustufen
Prozessor
Samsung S3C2416 ARM9E (Architektur ARMv5TE)
Arbeitsspeicher
128 MB
Speicher
2 GB interner Flash-Speicher (1,5 GB nutzbar), MicroSD-Kartensteckplatz für bis zu 32 GB
Akku
Lithium-Ionen-Akkumulator mit 1530 mAh Kapazität
Konnektivität
WLAN 802.11 b/g, USB
unterstützte DateiformateASCII-Text, EPUB (mit/ohne DRM), PDF (mit/ohne DRM), HTML, JPEG, PNG, BMP, MP3
Audioausgabe
3,5-mm-Kopfhörerausgang
Systemanforderung
Windows, Mac
Die Firmware (aktuelle Versionen 2.2 R2354 fur OYO I und Version 2.2 R2355 fur OYO II) basiert auf einer von Qisda-Mitarbeitern modifizierten Version (s3c-linux-2.6.21) eines Linux-Kernels in Version 2.6.21.5. Der Linux-Kernel des OYO ist auf Thalia.de verfügbar.

### Versionen
Seit 17. August 2011 ist auch eine OYO-Version mit WLAN- und 3G-Konnektivität verfügbar; es fallen dabei in Deutschland keine Nutzungsentgelte an, während im europäischen Ausland zusätzlich 99 ct/Buchdownload berechnet werden. Die sonstigen technischen Daten sind mit dem OYO WLAN identisch. Von Medion existiert auch eine als Medion P6212 verkaufte Version in einem geänderten, schwarzen Gehäuse mit zusätzlicher Zurück-Taste. Motherboard und Display sind kompatibel mit dem Original, womit auch die Firmware der Originalgeräte funktioniert.

### Merkmale
Vor der ersten Nutzung muss das Gerät über ein Benutzerkonto im jeweiligen Shop registriert werden. Hierbei werden auch personenbezogene Daten in Form von mindestens einer gültigen E-Mail-Adresse erhoben und gespeichert. Bei vorherigen Firmwareversionen konnte die Registrierung umgangen werden, wenn bei der WLAN-Einstellung Verborgene Netzwerke ausgewählt und anschließend der Home-Button gedrückt wurde. Daraufhin wurde das Hauptmenü angezeigt.
Der Registrierungsserver von Medion wurde, lt. einer Mail des Thalia-Supports, 2016 abgeschaltet, so dass ein Oyo nur noch mit einer älteren Firmware neu in Betrieb genommen werden kann.
Zum Softwareumfang gehört neben einem schlichten Webbrowser auch eine MP3-Player-Software.

### DRM
Der Oyo nutzt digitales Rechtemanagement von Adobe Inc. in Form einer Adobe-ID und Verschlüsselung, um gekaufte E-Books an die auf dem Gerät gespeicherte ID zu binden und anzuzeigen. Das DRM basiert unter anderem auf einem privaten Geräteschlüssel (PKCS12).

### Kritik
Bei verschiedenen Tests wurden das – im Vergleich zu E-Ink-„Pearl“-Displays der Konkurrenzgeräte wie Amazon Kindle oder den Sony-Readern – kontrastschwächere Display, die langsame Verarbeitungsgeschwindigkeit (Touchscreen, Umblättern), nicht funktionierende Firmware-Updates sowie Verarbeitungsmängel (Risse im Gehäuse) und kurze Akkulaufzeiten kritisiert. Beide OYO-Modelle laufen teilweise instabil mit häufigen Abstürzen.

## OYO II
Am 8. August 2011 kündigte Thalia unter dem Namen OYO II (Start „in Kürze“) eine schnellere Version des E-Readers OYO an. Der Thalia-E-Reader OYO II verfügt im Vergleich zum im Oktober 2010 angebotenen Vorgängermodell über erweiterte Funktionalitäten, eine verbesserte Prozessorleistung, einen größeren Speicher, eine längere Akkulaufzeit und einen höheren Kontrast.
Erste Tests des OYO II, der bei etwa 20 g Mehrgewicht einen auf 4 GB verdoppelten internen Speicher sowie einen auf 2200 mAh vergrößerten Akku aufweist, verliefen enttäuschend. Es wurden die instabile Software mit häufigen Abstürzen, das Display und die weiterhin langsame Verarbeitungsgeschwindigkeit kritisiert; gefallen konnte das verbesserte, stabilere Gehäuse und ein etwas höherer Kontrast des Displays sowie der überarbeitete Startbildschirm mit der Möglichkeit, Bücher nach verschiedenen Kriterien zu sortieren sowie eigene Ordner zu erstellen, während das Display mit teilweise starken Ghosting-Effekten negativ auffiel.